# Julian Fałat

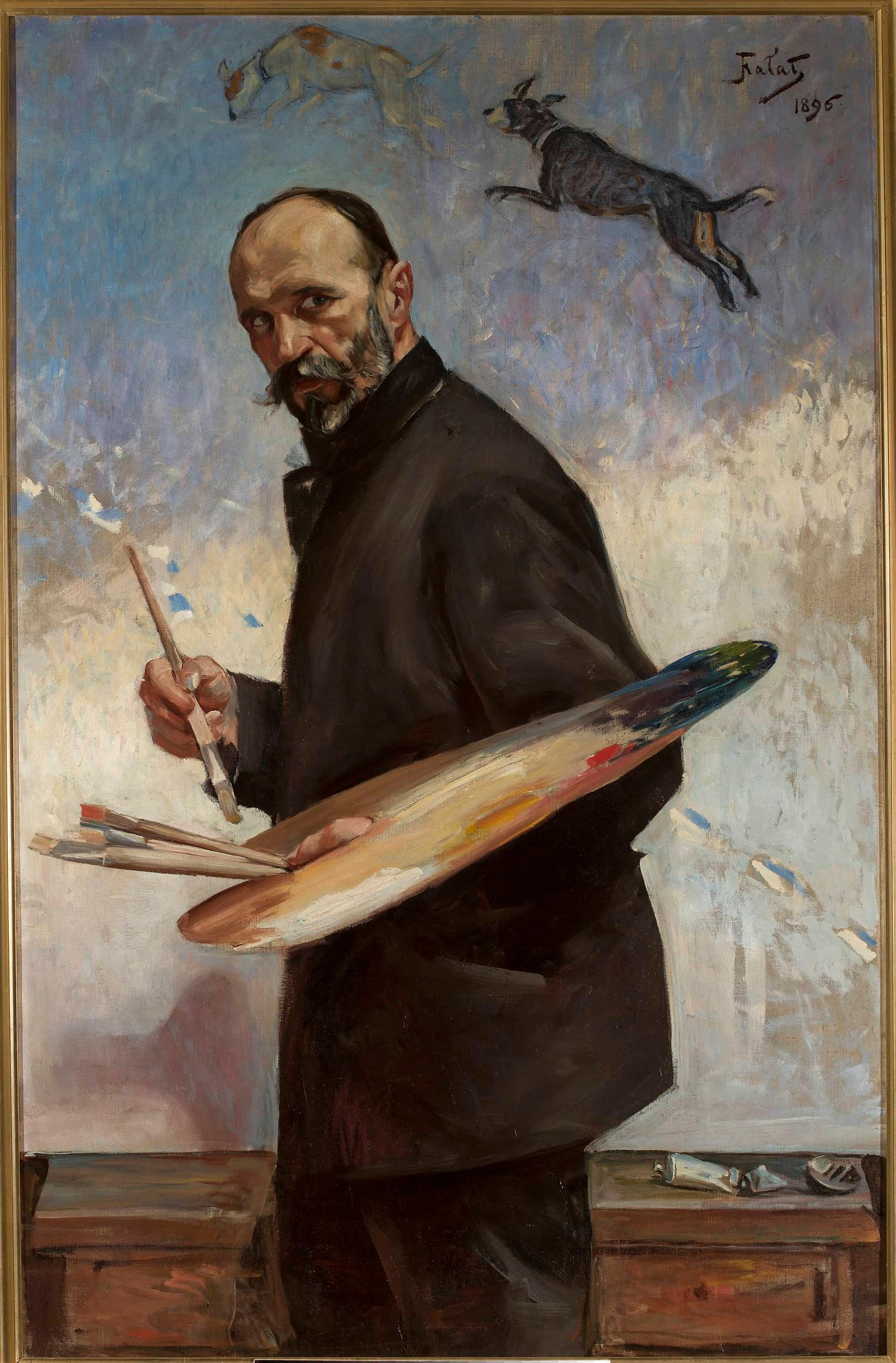
Auto-retrato de Julian Fałat (1896)

Julian Fałat (Tuligłowy, 30 de julho de 1853 - Bystra (Silésia), 19 de julho 1929) foi um dos pintores polacos de aquarela mais prolíficos, assim como um dos principais impressionistas da Polônia. Estudou na Academia de Belas Artes de Cracóvia, e logo na Academia de Arte de Munique. Depois de várias viagens pela Europa e Ásia, em 1885, Fałat realizou vários estudos de suas viagens que se tornaram úteis para seu trabalho. São típicas das pinturas de Fałat as paisagens polacas, cenas de caça, retratos e estudos de suas viagens. Em 1886, aceitou um convite do imperador alemão Guilherme II para ocupar o cargo de pintor da corte em Berlim.
De seus três filhos, somente Kazimierz continuou pintando em aquarela. Alguns de seus trabalhos foram roubados durante a ocupação e, ocasionalmente, alguns são recuperados.